# Rapti (Narayani)
Der Rapti (Nepali: राप्ती rāptī; auch „Östlicher Rapti“ zur Unterscheidung des gleichnamigen Flusses Rapti, Nebenfluss der Ghaghara) ist ein linker Nebenfluss der Narayani in Nepal.
Der Rapti entspringt im Distrikt Makwanpur im südlichen Teil der Mahabharat-Kette, etwa 25 km südwestlich von Kathmandu. Er durchfließt das Gebirge anfangs in westlicher und südwestlicher Richtung, bevor er sich nach Süden wendet.
Bei Hetauda verlässt er das Bergland und wendet sich nach Westen. Er fließt nun in einem breiten Tal, das im Süden von einer Siwalikkette begrenzt wird, in westlicher Richtung. Er fließt durch den nördlichen Teil des Parsa-Wildreservats und im Anschluss entlang der Nordgrenze des Chitwan-Nationalparks. Am Flussufer liegt der Ort Sauraha, der einen wichtigen Zugangspunkt zum Nationalpark bildet und zur Stadt Ratnanagar gehört. Im Unterlauf verläuft der Rapti im Distrikt Chitwan. Schließlich mündet er 30 km westsüdwestlich der Stadt Bharatpur in den nach Südwesten strömenden Fluss Narayani. Der Rapti hat eine Länge von 122 km. Sein Einzugsgebiet umfasst 3222 km².